# Nocturnes (Chopin)
Frédéric Chopin là một nhà soạn nhạc có thành công lớn trong việc sáng tác các tác phẩm dành cho piano độc tấu, từ đó truyền tải những suy nghĩ, tư tưởng của bản thân mình. Trong các thể loại Chopin đã sáng tác dành cho piano độc tấu, không thể không kể tới các bản nocturne.

## Quá trình sáng tác
Chopin đã viết tổng cộng 21 bản nocturne. Quá trình sáng tác thể loại này của ông kéo dài từ năm 1827 đến năm 1846.

## Phong cách của Chopin trong các bản nocturne
Nếu như trước Chopin, nocturne chỉ là một thể loại nhỏ cả về tư duy lẫn bút pháp piano thì khi Chopin, nocturne đã mang màu sắc mới: màu sắc của tính kịch. Các bản nocturne của nhà soạn nhạc người Ba Lan tỏa ra một sức mạnh to lớn của những tình cảm trữ tình, của những xúc động bi thương trào dâng, hoặc là những lời than thở, nhớ thương. Các tác phẩm đó phong phú về hình tượng âm nhạc và sức tưởng tượng mãnh liệt, với một nội dung cực kỳ sâu sắc. 

## Danh sách các bản nocturne của Chopin
| Số | Opus               | Cung nhạc       | Năm sáng tác | Năm xuất bản |
| -- | ------------------ | --------------- | ------------ | ------------ |
| 1  | Op. 9 No. 1        | Si giáng thứ    | 1830-1832    | 1833         |
| 2  | Op. 9 No. 2        | Mi giáng trưởng | 1830-1832    | 1833         |
| 3  | Op. 9 No. 3        | Si trưởng       | 1830-1832    | 1833         |
| 4  | Op. 15 No. 1       | Fa trưởng       | 1830-1832    | 1833         |
| 5  | Op. 15 No. 2       | Fa thăng trưởng | 1830-1832    | 1833         |
| 6  | Op. 15 No. 3       | Sol thứ         | 1833         | 1833         |
| 7  | Op. 27 No. 1       | Đô thăng thứ    | 1835         | 1835         |
| 8  | Op. 27 No. 2       | Rê giáng trưởng | 1835         | 1837         |
| 9  | Op. 32 No. 1       | Si trưởng       | 1837         | 1837         |
| 10 | Op. 32 No. 2       | La giáng trưởng | 1837         | 1837         |
| 11 | Op. 37 No. 1       | Sol thứ         | 1838         | 1840         |
| 12 | Op. 37 No. 2       | Sol trưởng      | 1839         | 1840         |
| 13 | Op. 48 No. 1       | Đô thứ          | 1841         | 1841         |
| 14 | Op. 48 No. 2       | Fa thăng thứ    | 1841         | 1841         |
| 15 | Op. 55 No. 1       | Fa thứ          | 1842-1844    | 1844         |
| 16 | Op. 55 No. 2       | Mi giáng trưởng | 1842-1844    | 1844         |
| 17 | Op. 62 No. 1       | Si trưởng       | 1846         | 1846         |
| 18 | Op. 62 No. 2       | Mi trưởng       | 1846         | 1846         |
| 19 | Op. 72 No. 1       | Mi thứ          | 1827-1829    | 1855         |
| 20 | Op. Posth 1 No. 16 | Đô thăng thứ    | 1830         | 1870         |
| 21 | Op. Posth 2 No. 8  | Đô thứ          | 1837         | 1870         |